# Radium Futebol Clube
Il Radium Futebol Clube, meglio noto come Radium, è una società calcistica brasiliana con sede nella città di Mococa, San Paolo.

## Storia
Il club è stato fondato il 1º maggio 1919, dopo la fusione tra due club locali chiamati Operário Futebol Clube e Mocoquense Futebol Clube. Il Radium ha vinto il Campeonato Paulista Série A2 nel 1950.

## Palmarès

### Competizioni statali
- Campeonato Paulista Série A2: 1

1950